# Fomič
Il Fomič (in russo Фомич?) è un fiume della Siberia Orientale, affluente di sinistra del Popigaj (tributario della Chatanga). Scorre nel Territorio di Krasnojarsk, in Russia.
Il fiume ha origine nella parte nord dell'Altopiano dell'Anabar e scorre dapprima in direzione settentrionale, poi gira a nord-ovest, successivamente fa una brusca curva a destra e scorre in direzione est-nord-est fino a sfociare nel Popigaj a 223 km dalla foce. La lunghezza del fiume è di 393 km, l'area del bacino è di 13 100 km².
Da non confondere con un altro affluente del Popigaj che porta lo stesso nome - Fomič - il quale proviene dal lago Džieljach, è lungo 101 km e sfocia da destra a 76 km dalla foce.